# Colonia penale di Mettray

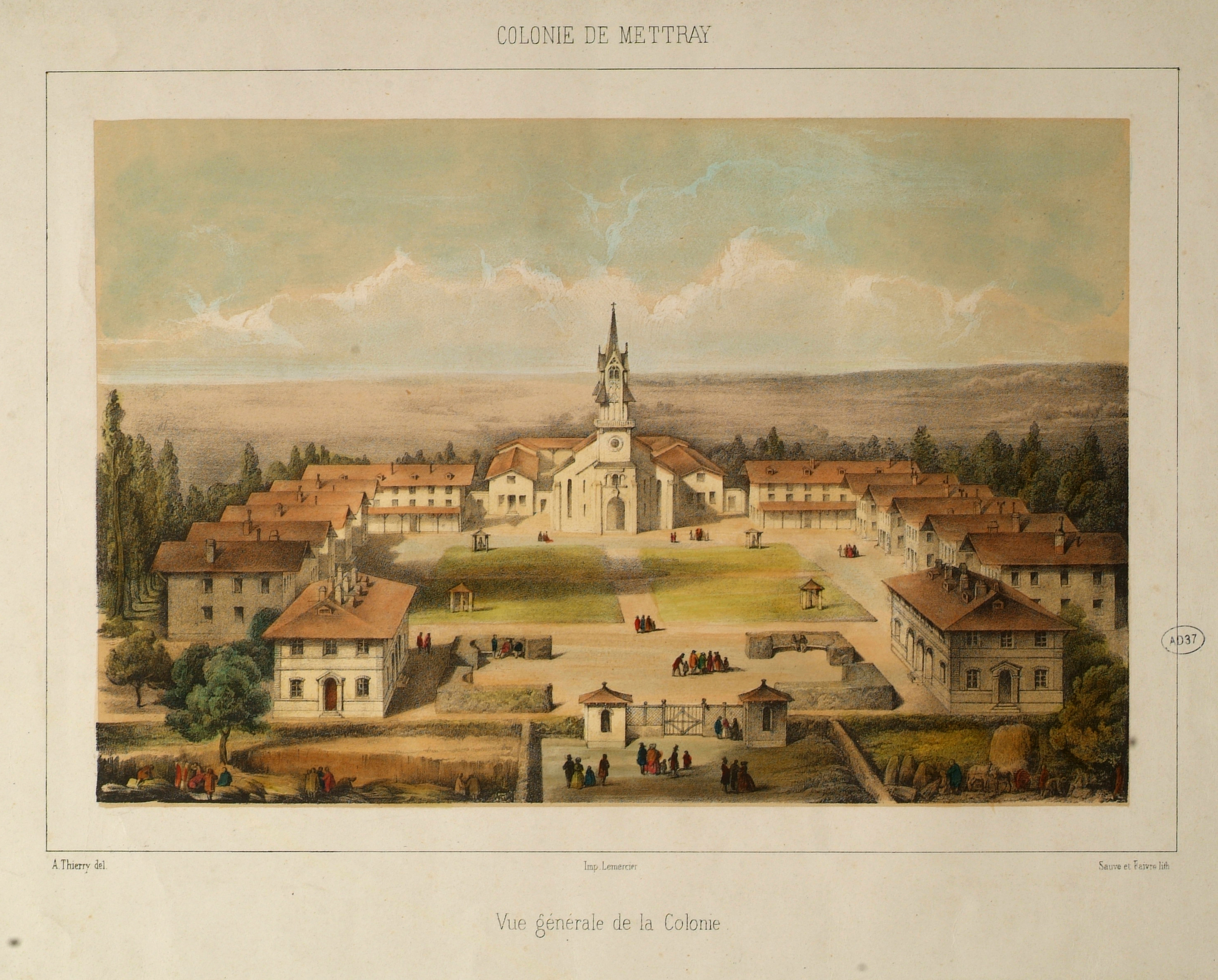
La colonia di Mettray

La colonia agricola e penale di Mettray fu uno stabilimento penale creato nel 1839 per rieducare i delinquenti più giovani, situata a Mettray, nel dipartimento Indre e Loira. Chiuso un secolo dopo, nel 1939, questo  impianto, a dispetto dei principi idealistici a cui era stato ispirato - educare e rieducare giovani delinquenti attraverso il lavoro della terra - è considerato il primo esempio di colonia penale per ragazzi.

## Storia

### Creazione
La creazione dello stabilimento, definito fin dalla sua nascita come "colonia agricola e penale", è legata alle riflessioni nate nel movimento filantropico sulla condizione dell'infanzia nell'universo carcerario, in quanto all'epoca non esisteva alcuna separazione tra detenuti maggiorenni e  minorenni. Creatori e protagonisti di questa esperienza furono tra gli altri Alexis de Tocqueville, il conte d'Argout, il giurista Charles Lucas, l'architetto Abel Blouet.

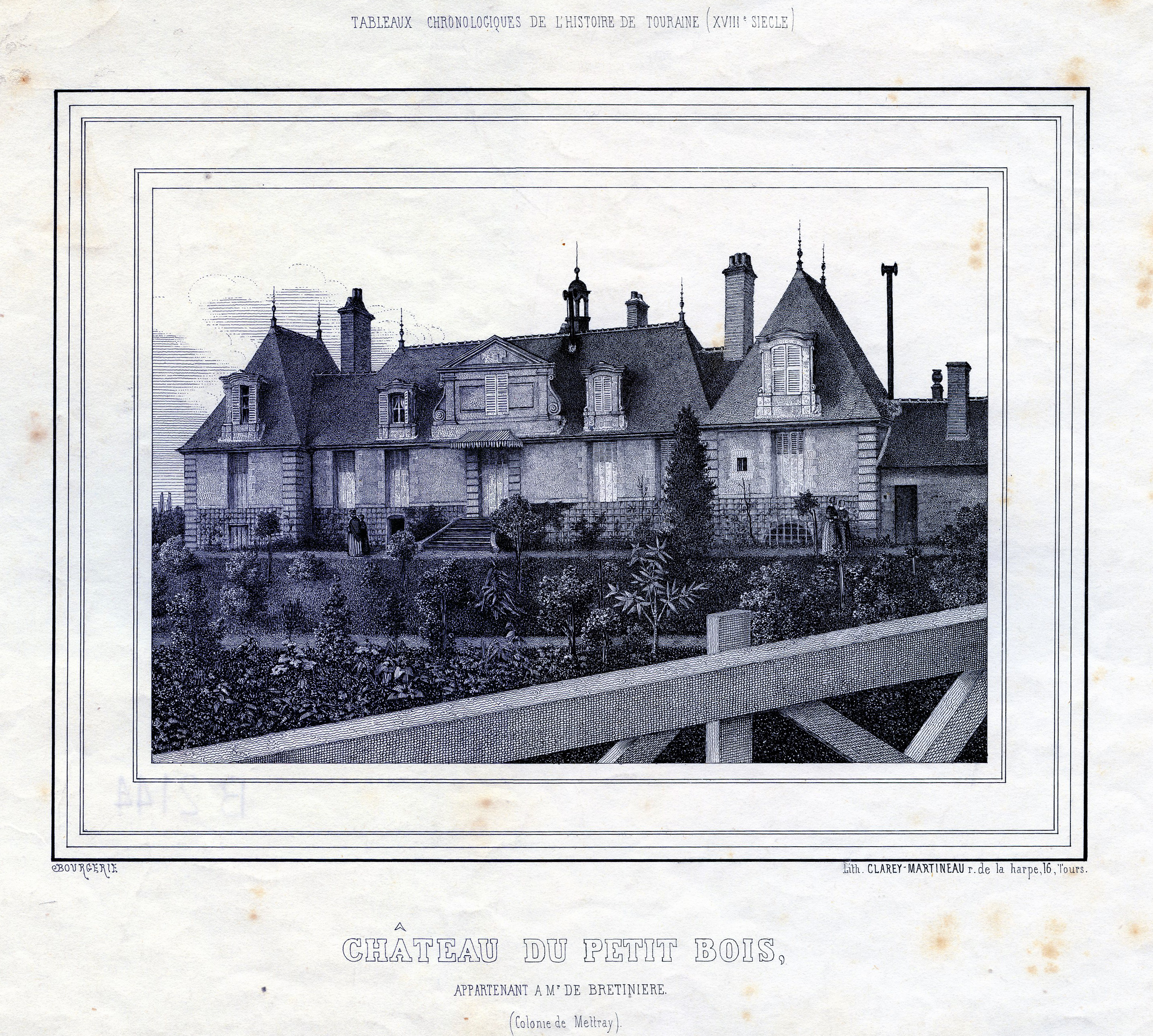
le Chateau du Petit bois prima della colonia

Tocqueville, magistrato riformista e deputato influente, relatore in diverse commissioni e autore di disegni di legge sulle prigioni, nel 1831 si recò negli Stati Uniti insieme a Gustave de Beaumont

per studiarne il sistema penitenziario. Al termine del soggiorno, durato 10 mesi, con anche una puntata nel Canada meridionale, i due pubblicarono nel 1833 un opuscolo intitolato Écrits sur le système pénitentiaire en France et à l'étranger, (o Du système pénitentiaire aux États-Unis et de son application en France), 
nel quale indicavano, per riformare le prigioni francesi, due sistemi carcerari: quello della prigione di Cherry Hill, basato sull'isolamento individuale secondo il principio del Panopticon, e quello della prigione di Auburn - che servirà poi da modello a Mettray - fondato sul silenzio, il lavoro in comune e la reclusione solo notturna. 
Il 3 dicembre 1832 una circolare del conte d'Argout, ministro del Commercio e dei Lavori pubblici, ricordava ai prefetti i loro obblighi in materia di "destinazione all'apprendistato dei fanciulli condannati in virtù dell'articolo 66 del codice penale del 1810". Quest'articolo, mai applicato, riguardava i delinquenti minori di 16 anni che avessero agito senza consapevolezza, e stabiliva una netta distinzione tra la sanzione penale applicata ai condannati adulti e la misura educativa, considerata l'unica adeguata ai minori.
Charles Lucas, ispettore generale delle prigioni del Regno (1833), che era favorevole alla separazione tra fanciulli e adulti in carcere fondandola anzitutto sulla separazione degli spazi residenziali delle due tipologie di detenuti, sosteneva la creazione di colonie agricole, immaginate come istituzioni destinate a "salvare il colono grazie alla terra, e la terra grazie al colono".

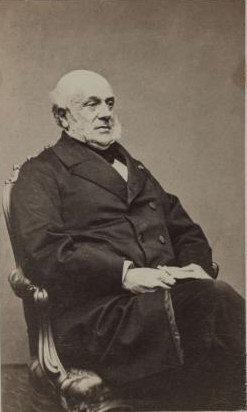
Frédéric-Auguste Demetz verso il 1865.

Il compito di realizzare quest'idea fu assunto dal visconte Louis-Hermann de Bretignières de Courteilles e da Frédéric-Auguste Demetz. Il primo, ricco proprietario di Turenna, presidente della commissione per la riforma delle prigioni dipartimentali, mise a disposizione del progetto una sua proprietà di 700 ettari situata a Mettray, che ospitava anche un castello, detto Château du Petit-Bois. Demetz, avvocato e consigliere di Corte d'appello, aveva viaggiato con Blouet anche in Inghilterra, Belgio, Olanda e Germania per raccogliere idee utili alla costruzione dell'edificio e del sistema educativo della futura colonia, alla cui direzione si dedicò fino alla fine della vita.  
Il 4 giugno 1839 nasceva la Société Paternelle, associazione filantropica finalizzata a realizzare e gestire il progetto della colonia.
I soci fondatori erano 489 nel 1841, divenuti 769 dieci anni dopo (ma va detto che l'iscrizione erta definitiva e irrevocabile, non si cancellavano nemmeno i soci defunti).
La struttura (privata, si ricorda) comprendeva, oltre al refettorio e ai dormitori, una cappella, officine, stalle, fattorie-scuola, vasti terreni coltivati e anche una cava di pietra. Accoglieva giovani assolti dai tribunali per aver agito inconsapevolmente o condannati a pene detentive tra 6 mesi e 2 anni, minori detenuti su richiesta del padre, ragazzi affidati alla pubblica assistenza e, dopo una legge del 1912, ragazzi affidati direttamente dai tribunali.
La gestione economica e finanziaria della colonia fu affidata alla Banque Goüin; la famiglia fu costantemente rappresentata nel consiglio d'amministrazione della Paternelle.

### Capisquadra, coloni e sorveglianti
L'edificio messo in funzione per primo nel luglio 1839, situato vicino ai padiglioni dei futuri coloni, fu la scuola dei capisquadra, una ventina di istruttori scelti per la loro  moralità che ricevettero insieme una formazione generale e una formazione professionale. In origine, i capisquadra avevano un ruolo preponderante: presenti ventiquattro ore su ventiquattro, erano incaricati della formazione professionale,  dell'insegnamento e della gestione quotidiana. 
I primi 8 coloni, provenienti dal carcere di Fontevrault, arrivarono a Mettray il 22 gennaio 1840 e sul frontone del portale d'ingresso trovarono incisa la massima "Meglio prevenire che reprimere". La colonia ebbe presto un vivo successo. Nel 1842 Demetz creò l'"Agenzia della Paternelle", finalizzata a raccogliere fondi, a collocare e a seguire i giovani coloni dopo la liberazione, e nel 1852 divenne unico direttore della colonia. Nel 1855 aprì una sezione riservata ai figli di buona famiglia - una sorta di correzionale privato denominato la Maison Paternelle: il soggiorno - breve e costoso - accoglieva rampolli di famiglie nobili, e fu il principale supporto economico della colonia fino al 1910.
I coloni erano di due tipi, i sedentari e i contadini, classificati secondo le loro attitudini. Chiunque cercasse un apprendista poteva consultare gli elenchi e l'albo d'onore dei coloni per trovare le competenze di cui aveva bisogno.

### Regolamento

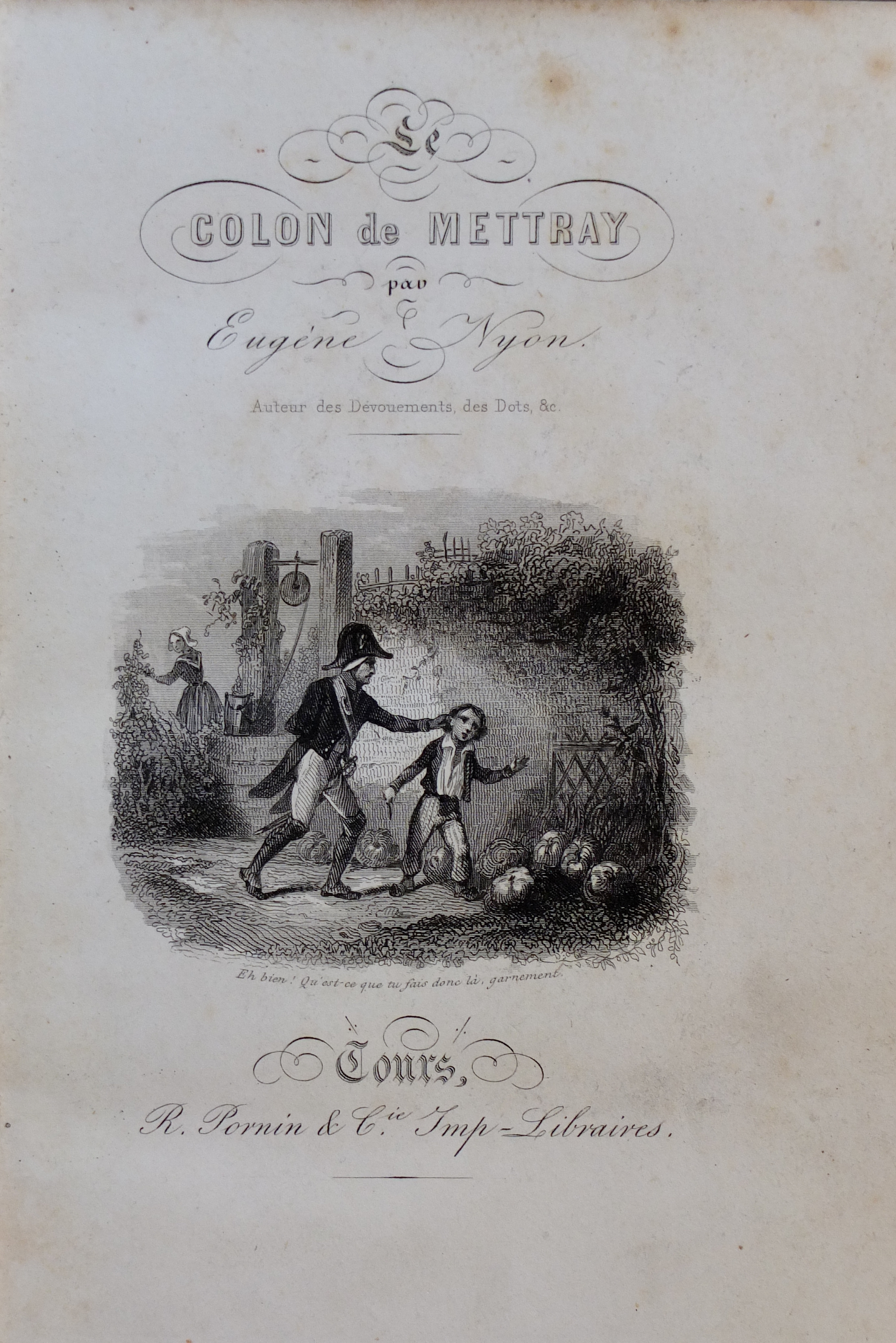
Illustrazione di copertina del romanzo Le colon de Mettray (Eugène Nyon, 1845)

La colonia di Mettray era organizzata in gruppi (chiamati "famiglie") di 24 ragazzi raggruppati "per età e per condotta".
Ogni famiglia era divisa in due sezioni, ognuna con un capo scelto dagli allievi nel loro gruppo. Ogni "famiglia" aveva un caposquadra responsabile, il "capofamiglia", e risiedeva in un padiglione con al primo piano un ampio dormitorio di amache. 
Coprifuoco alle 21:15, sveglia alle 5 da aprile a settembre, alle 6 negli altri mesi.
Gli ospiti erano sotto costante sorveglianza, con uniforme e testa rasata ogni mese.
Gli allievi erano alloggiati, nutriti e istruiti gratis, ma dovevano provvedere a tutte le altre spese. A questo scopo si annotavano su un libretto le somme che erano loro dovute come salario per il loro lavoro, e se ne defalcavano le loro spese allo spaccio della comunità; la retribuzione del loro lavoro era fissata "in modo che l'importo annuo del loro guadagno non superasse di una determinata percentuale l'importo necessario per sostenere le spese sostenute dall'allievo" (regolamento, art. 109).
L'istruzione consisteva in un'ora al giorno, con un po' di calcolo, di lettura e di scrittura, e finiva quando il personale riteneva che il livello raggiunto fosse sufficiente, "per non dare agli allievi conoscenze che, allo stato attuale di istruzione del popolo, sarebbero inadeguate alla condizione che li attende uscendo dalla Colonia" (regolamento, art. 55).
Il lavoro era penoso, il nutrimento mediocre: 750 grammi di pane raffermo distribuito in 4 pasti, un litro di zuppa "di magro" a pranzo e a cena, accompagnata (ma solo a volte) da legumi secchi. Il giovedì e la domenica i ragazzi avevano diritto alla zuppa "di grasso", accompagnata da 75 grammi di carne disossata.
Le infrazioni erano punite con sanzioni economiche (multe, trattenute); la reclusione in cella a pane e acqua interveniva in caso di insubordinazione o cattiva condotta.  Il regolamento prevedeva tuttavia che "gli allievi non possono mai essere picchiati" (regolamento art. 148), che "nessun tipo di lavoro potrà essere usato come punizione" (regolamento art. 150), ma pure che "nessuna punizione consentirà all'allievo punito l'esenzione dal lavoro" (regolameento, art. 152).
Malgrado la presenza di un'infermeria e di un servizio medico, la morte per malattia, incidente, assassinio o suicidio non era infrequente.

### Declino, chiusura, attività attuali
Demetz morì il 2 novembre 1873, dopo aver conservato per 35 anni l'ideale filantropico de La Paternelle. Il suo successore, Louis-Nicolas Blanchard, uscito dalla scuola dei caposquadra, riuscì a mantenerlo per altri 10 anni. Sotto la spinta dell'industrializzazione i direttori dei successivi 20 anni, dal 1884 al 1905, virarono però verso una disciplina militaresca, nella la quale l'insegnamento passava dall'agricoltura all'industria, e nell'organigramma si specializzavano due tipi di figure: i capisquadra diventavano capireparto d'officina, e i sorveglianti educatori specializzati. I tempi erano cambiati e l'istituzione, sostenuta alla nascita dall'entusiasmo dei suoi promotori, cominciò ad avere problemi finanziari e a deperire fino ad essere oggetto di campagne di stampa contro i cosiddetti "bagnes d'enfants" (cioè, bagni penali per fanciulli), e chiusa nel 1939.
In quasi 100 anni di attività la Colonia di Mettray aveva ospitato più di 17mila ragazzi, tra i quali il figlio di Jules Verne, Michel nel 1877, e Jean Genet dal 1926 al '29.
L'associazione La Paternelle tuttavia sopravvisse rinascendo nel 1953 come istituto terapeutico e pedagogico, mentre il sito è stato riconosciuto monumento storico nel 2003.